# Gaelic Athletic Association
La Gaelic Athletic Association o GAA (in gaelico Cumann Lúthchleas Gael o CLG) è l'organizzazione internazionale di promozione culturale e sportiva, di diffusione e di governo degli sport gaelici quali hurling, calcio gaelico, pallamano gaelica e rounders.
La GAA promuove anche musica e danza e la lingua irlandese.

## Storia

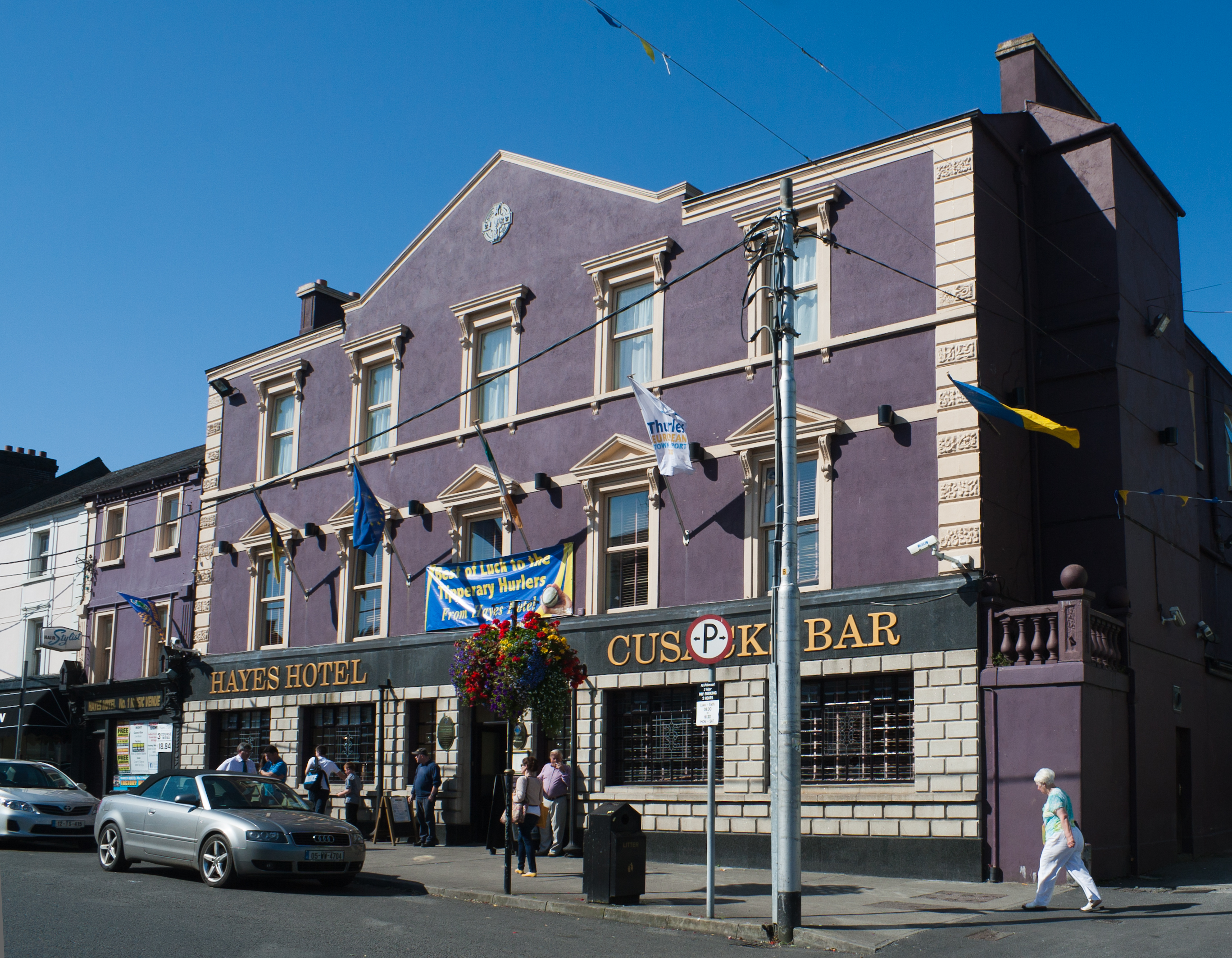
L'Hayes Hotel di Thurles, dove è stata fondata la GAA

La storia della GAA comincia il 1º novembre 1884 in una sala da biliardo dell'Hayes' Hotel di Thurles. Michael Cusack, di madrelingua gaelica, aveva appena fondato uno dei primi club di hurling a Dublino e rimase sorpreso dalla scarsa partecipazione allo sport. Per rimediare a questa situazione, e far ritornare l'hurling ad essere il passatempo preferito dagli irlandesi, Cusack convinse altri sei notabili a riunirsi e fondare la Gaelic Athletic Association.
Nel 1918 la GAA venne interdetta dal governo britannico ma i giochi gaelici continuarono ad essere praticati.
Più recentemente, un graduale disinteresse delle nuove generazioni ha portato la GAA a lanciare una serie di progetti di sviluppo rivolti anche agli irlandesi emigrati.

## Struttura
La GAA è un'associazione democratica composta da organi e comitati organizzatori posti in una struttura gerarchica. Tutti i membri partecipano su base volontaria. L'attuale presidente si chiama Christy Cooney.
Anni fa l'associazione ha varato la cosiddetta Regola 42 che vieta lo svolgimento di manifestazioni sportive non correlate alla GAA nei campi sportivi facenti capo all'associazione, regola poi sospesa temporaneamente solo nel 2005.

## Competizioni

### Nazionali
Il torneo più popolare è chiamato All-Ireland Championships dove le 32 contee dell'isola d'Irlanda (quindi Irlanda e Irlanda del Nord) competono per conquistare il Provincial championships, l'All-Ireland Senior Football Championship e l'All-Ireland Senior Hurling Championship. Fin dal 1892 il club che vince nella propria contea può rappresentare la stessa anche utilizzando altri giocatori che partecipano allo stesso campionato di contea.

### Internazionali
La GAA non organizza direttamente competizioni internazionali che utilizzino le regole specifiche del calcio gaelico o dell'hurling. Grazie a dei compromessi sul regolamento ci sono incontri con team scozzesi e australiani.

## Campi di gioco
Croke Park è lo stadio principale ed ha una capacità di 82.300 (si posiziona nei primi cinque stadi d'Europa per capacità). Ogni anno, nel giorno di San Patrizio (17 marzo) ospita le finali All-Ireland per club di calcio gaelico e hurling.
Altri stadi sono il Semple Stadium di Thurles (53.000 spettatori), il Gaelic Grounds di Limerick (50.000) e il Páirc Uí Chaoimh di Cork (43.500).